# دبیرخانه بخش اکمیمانا
دبیرخانه بخش اکمیمانا (به لاتین: Akmeemana Divisional Secretariat) یک منطقهٔ مسکونی در سری‌لانکا است که در ناحیه گاله واقع شده‌است.